# Russula unicolor
Russula unicolor är en svampart som beskrevs av Romagn. 1967. Russula unicolor ingår i släktet kremlor och familjen kremlor och riskor.  Arten är reproducerande i Sverige. Inga underarter finns listade i Catalogue of Life.